# Livie
Livie je ženské křestní jméno latinského původu. Jedná se o ženskou podobu jména Livius a vykládá se jako „pocházející z římského rodu Liviů“, původní význam základového slova se vykládá jako „barvy olova, modravá, závistivá“. Podle slovenského kalendáře má svátek 20. února. Titus Livius, též známý jako Livy, byl římský historik, který napsal dějiny města Říma.

## Domácké podoby
Liv, Livinka, Via, Liva, Livi, Livka, Livuška

## Livie v jiných jazycích
- Slovensky, maďarsky: Lívia
- Francouzsky: Livie
- Německy, anglicky, španělsky, italsky, latinsky: Livia
- Srbsky: Livija
- Polsky: Liwia

## Známé nositelky jména
- Livia Drusilla – římská císařovna
- Livia Klausová – manželka bývalého prezidenta ČR Václava Klause
- Livie Kuchařová – zpěvačka, sestra modelky Taťány Kuchařové